# Ivan Košutić (povjesničar)
Ivan (Ivo) Košutić (Punitovci, 21. svibnja 1921. – Zagreb, 12. ožujka 1998.), hrvatski agronom, novinar, publicist i povjesničar.

## Životopis
Ivan Košutić rođen je u Punitovcima pokraj Đakova, gdje je završio osnovnu školu. Gospodarsku školu završava u Križevcima. Za vrijeme Drugog svjetskog rata u Zagrebu završava Domobransku vojnu akademiju, te je djelatni gospodarski (intendantski) časnik hrvatskoga domobranstva u Sarajevu.
Poslije rata radi kao agronom i piše za stručne časopise i radio-emisije o poljodjelstvu i selu. Od godine 1955. novinar je Vjesnika, a 1962. postaje direktor Novinskog izdavačkoga poduzeća Stvarnost, gdje pokreće nekoliko zapaženih biblioteka i objavljuje, uz ostalo, Zagrebačku Bibliju. Godine 1971. vraća se u Vjesnik, gdje osniva Vjesnikovu press agenciju i vodi je do odlaska u mirovinu 1981. godine. Nakon 1990. godine posvetio se proučavanju povijesti hrvatskoga domobranstva i NDH.
U časopiu Sirius 1978. godine objavio je uspjelu znanstvenofantastičnu novelu o utjecaju tehnologije na budućnost čovječanstva.

## Djela
- Plava grobnica, herojski podvizi naših pomoraca u Drugom svjetskom ratu (1957.)[4]
- Gusari Jadranskoga mora (1971.)[5]
- Hrvatsko domobranstvo u Drugom svjetskom ratu (1992. – 1994.)
- Rađanje, život i umiranje jedne države: 49 mjeseci NDH (1997.)[6]